# دوران مارتن
دوران مارتن (بالإنجليزية: Duran Martin)‏ هو لاعب كرة قدم بريطاني في مركز الوسط، ولد في 11 مارس 1996 في أكسفورد في المملكة المتحدة. شارك مع منتخب أنتيغوا وباربودا لكرة القدم. أما مع النوادي، فقد لعب مع Banbury United F.C. ‏.